# Irisbus New Récréo
 (septembre 2022).
Si vous disposez d'ouvrages ou d'articles de référence ou si vous connaissez des sites web de qualité traitant du thème abordé ici, merci de compléter l'article en donnant les références utiles à sa vérifiabilité et en les liant à la section « Notes et références ».
L'Irisbus New Récréo, également appelé Irisbus Récréo II, est un autocar de ligne scolaire fabriqué et commercialisé par le constructeur franco-italien Irisbus de 2006 à 2013.
Il a été lancé avec des moteurs Iveco ayant la norme européenne de pollution Euro 4 puis, au fil des années, il a été amélioré jusqu'à la norme Euro 5.
Le New Récréo remplace le Karosa/Irisbus Récréo C 955 et est remplacé par le Crossway Pop.

## Historique
Il a été fabriqué entre 2006 et 2013 et succède au Karosa/Irisbus Récréo C 955.

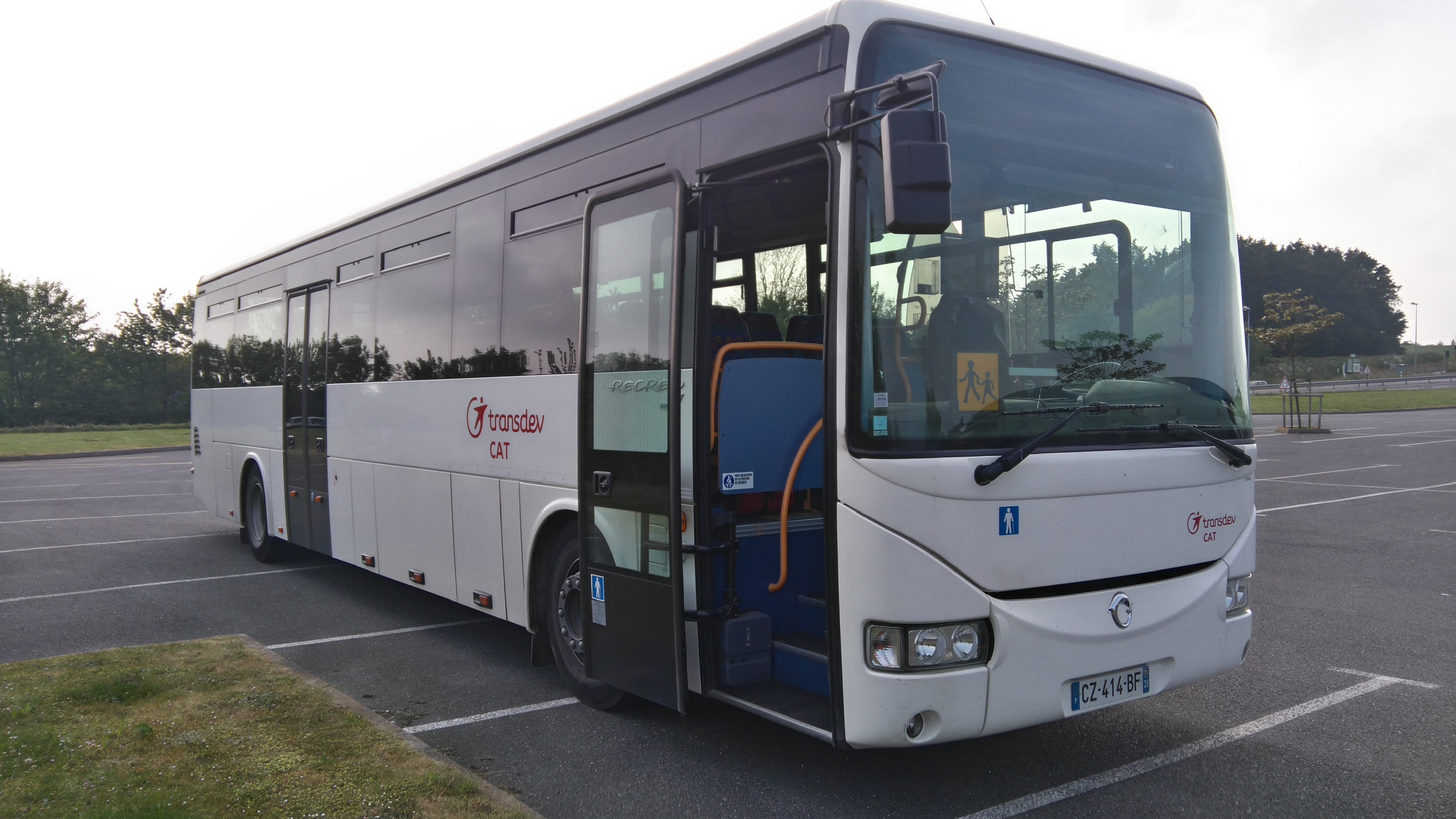
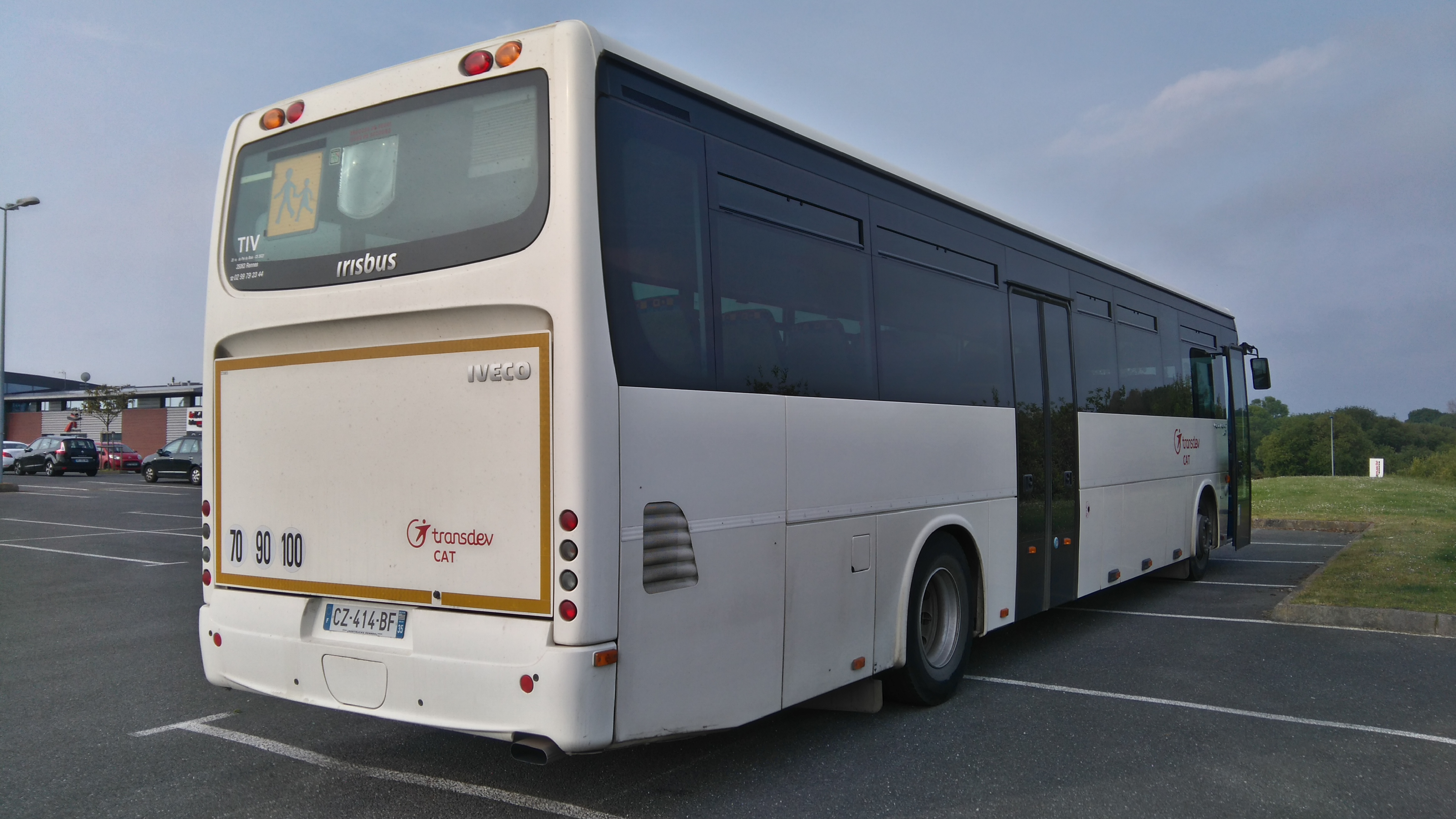

### Phase 1
Construit de 2006 à 2009.

### Phase 2
Construit de 2009 à 2013. Les optiques arrières ont été modifiés et reprennent ceux du Crossway Pop.

### Résumé du New Récréo
- 2006 : lancement commercialisation des premiers modèles.
- 2009 : lancement de la Phase 2.
- 2013 : arrêt définitif de la fabrication et de la commercialisation du modèle.

| Générations                      | Production | Dérivés de chez Irisbus | Modèles similaires    |
| -------------------------------- | ---------- | ----------------------- | --------------------- |
| Irisbus New Récréo (2006 - 2013) |            | Irisbus Crossway Pop    | Mercedes-Benz Intouro |

## Générations

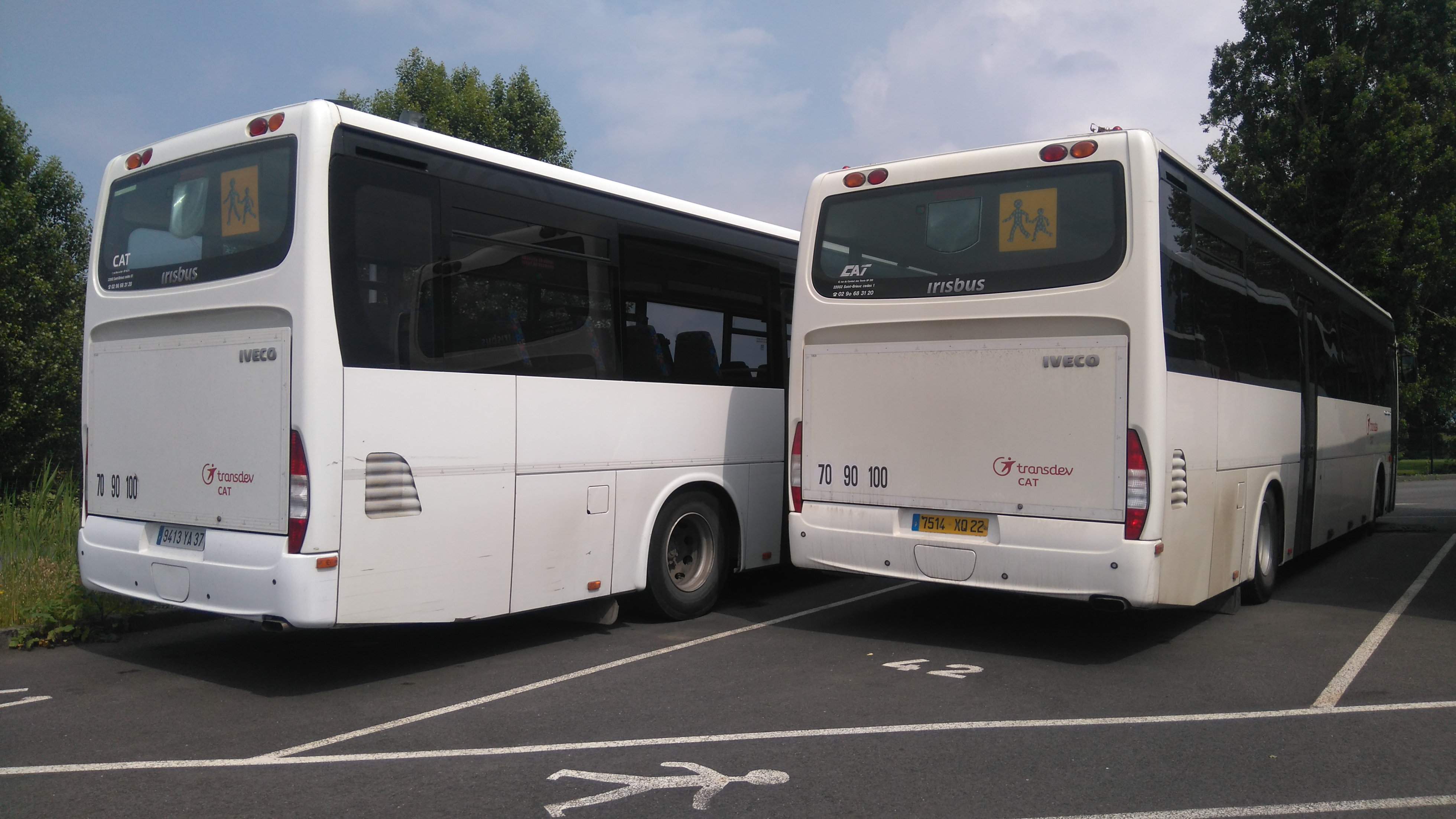
Arrière de la Phase 1.

Le New Récréo a été produit avec 2 générations de moteurs Diesel :
- Euro 4 : construits de 2006 à 2009, avec les moteurs Iveco Cursor.
- Euro 5 : construits de 2009 à 2013, avec les moteurs Iveco Cursor.

## Les différentes versions

### New Récréo
Version dédiée pour le transport scolaire et doublage de ligne régulière.

### New RécréoPop
Version dédiée pour le transport scolaire. Contrairement à la version de base, le Pop n'est pas équipé de rack à bagage.

### Les différentes longueurs

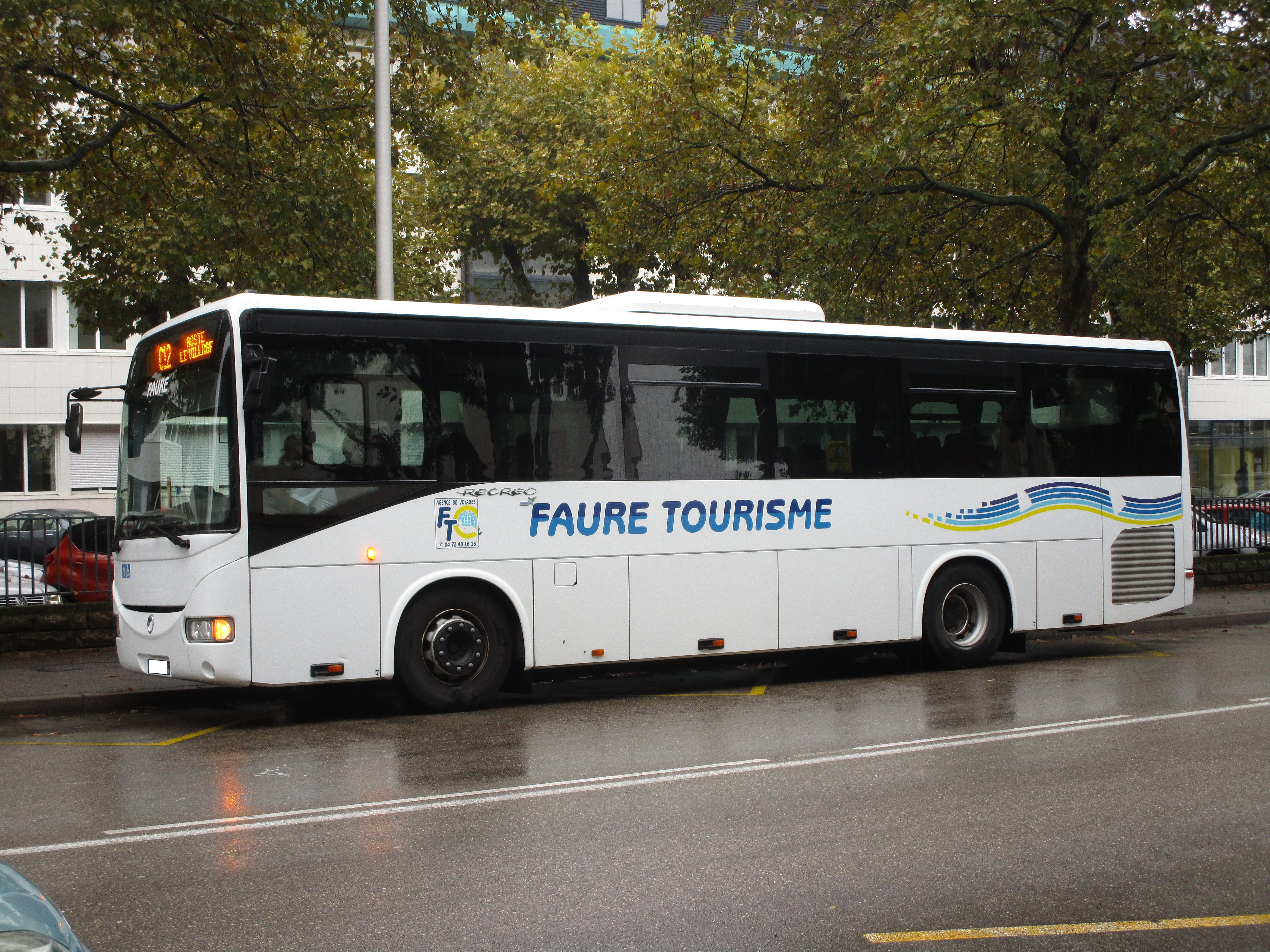
New Récréo 12 m.

L'Irisbus New Récréo est sorti en deux longueurs différentes :
New Récréo 12 m

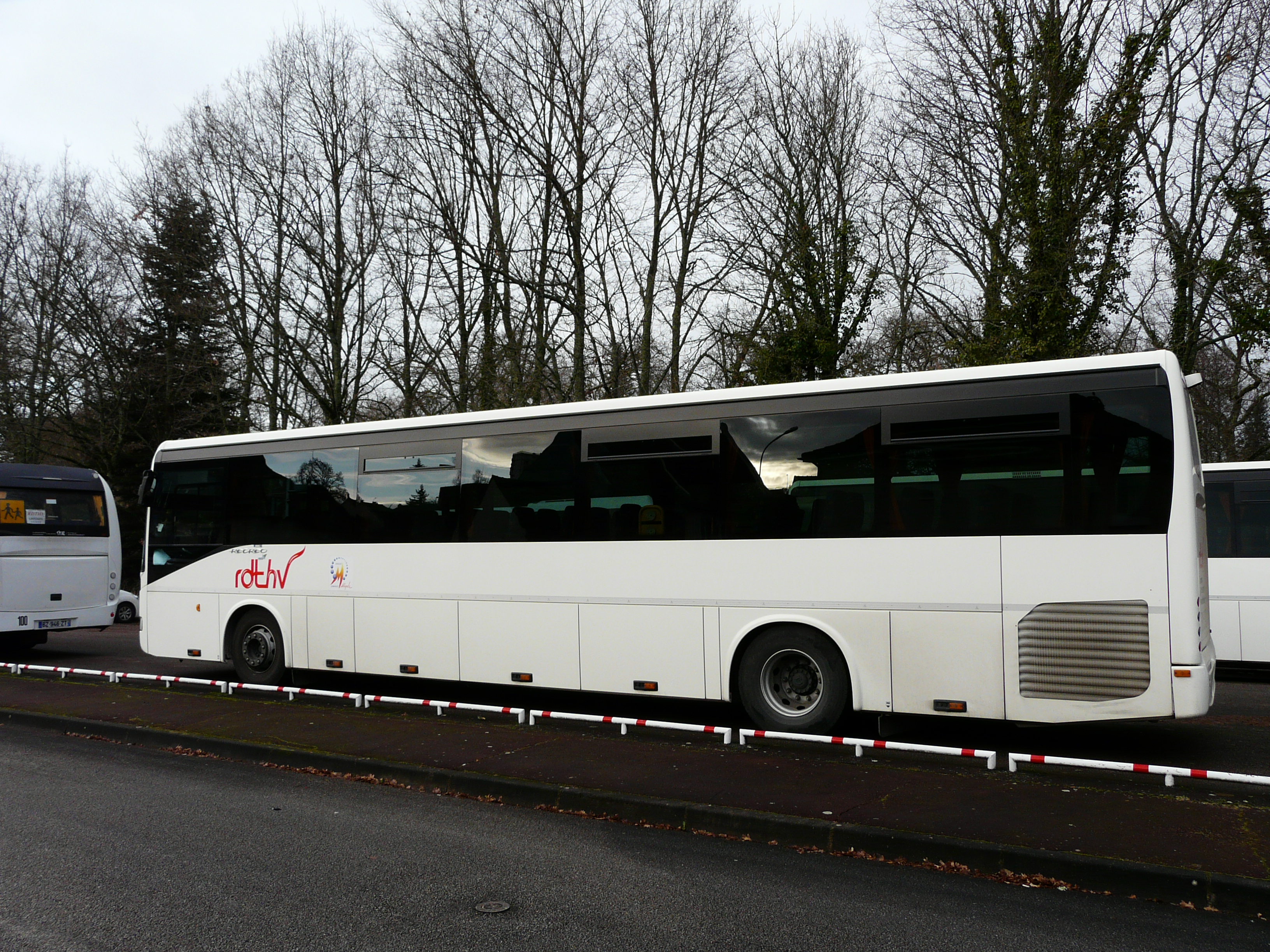
New Récréo 12.8 m.

Sa configuration est de 49 à 59 places assises.
New Récréo 12.8 m
Il a une capacité de 59 à 63 places assises.

## Caractéristique

### Dimensions
|                                   | Irisbus New Récréo 12 m | Irisbus New Récréo 12.80 m |
| --------------------------------- | ----------------------- | -------------------------- |
| Longueur                          | 11 991 mm               | 12 756 mm                  |
| Largeur (sans rétroviseurs)       | 2 550 mm                | 2 550 mm                   |
| Hauteur (sans climatisation)      | 3 420 mm                | 3 420 mm                   |
| Empattement                       | 6 200 mm                | 6 965 mm                   |
| Porte-à-faux                      |                         |                            |
| Rayon de braquage                 |                         |                            |
| Angle d’attaque / Fuite           |                         |                            |
| Masse à vide*                     |                         |                            |
| P.T.A.C.                          | 19 000 kg               | 19 000 kg                  |
| Capacité : assis + debout = maxi* | 53 à 59 assises         | 59 à 63 assises            |
| Rangement                         | Soutes : 6 m3 Racks : ? | Soutes : 6,8 m3 Racks : ?  |
| Portes                            | 2                       | 2                          |
| Hauteur du plancher               |                         |                            |
| Réservoir à combustible           |                         |                            |

* = variable selon l'aménagement intérieur.

### Chaîne cinématique

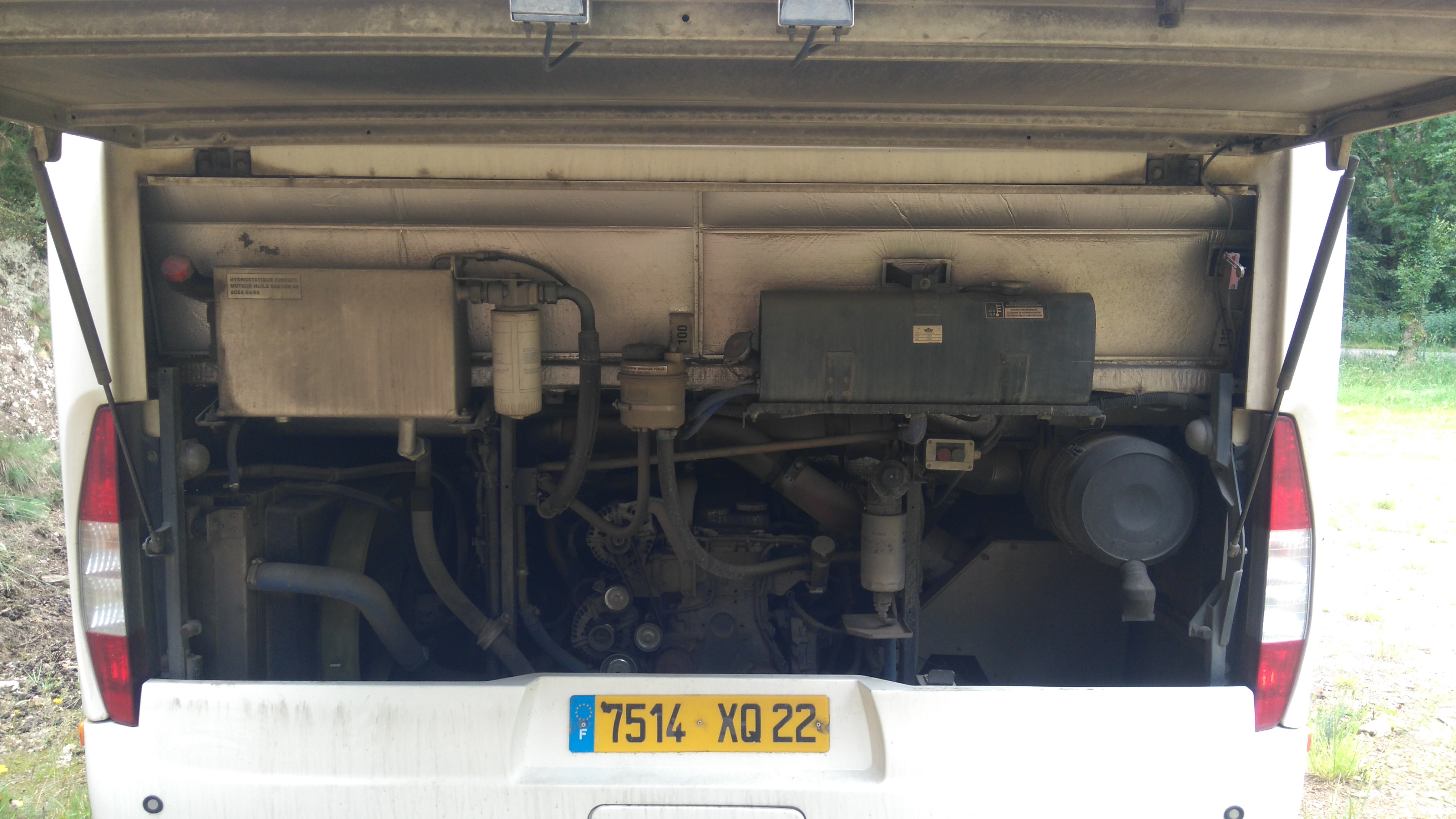
Moteur Cursor 8.

#### Moteur
Le New Récréo a eu plusieurs motorisations gazole modifiées au fil des années de sa production en fonction des différentes normes européennes de pollution.
- l'Iveco Tector 6 (Euro 4 et 5) six cylindres en ligne de 5,9 litres avec turbocompresseur développant 264 et 300 ch.
- l'Iveco Cursor 8 (Euro 4 et 5 EEV) six cylindres en ligne de 7,8 litres avec turbocompresseur développant 360 ch.

Il est équipé d'une boite de vitesses manuelle ou automatique.
| Modèle                                  | Construction | Moteur + Nom                            | Norme Euro  | Cylindrée         | Performance                    | Couple               | Vitesse maxi       | Consommation + CO2    |
| --------------------------------------- | ------------ | --------------------------------------- | ----------- | ----------------- | ------------------------------ | -------------------- | ------------------ | --------------------- |
| Irisbus New Récréo (Auto. 4 ou méca. 6) | 2006 - 2013  | 6 cylindres en ligne Iveco Tector 6 E30 | Euro 4 et 5 | 7 900 cm3 (7,9 L) | 194 kW (264 ch) à ... tr/min   | ... N m à ... tr/min | 90 km/h* 100 km/h* | ... l/100 km ... g/km |
| Irisbus New Récréo (Auto. 4 ou méca. 6) | 2006 - 2013  | 6 cylindres en ligne Iveco Tector 6 E30 | Euro 4 et 5 | 7 900 cm3 (7,9 L) | 220 kW (300 ch) à 2 500 tr/min |                      | 90 km/h* 100 km/h* |                       |
| Irisbus New Récréo (Auto. 4 ou méca. 6) | 2006 - 2013  | 6 cylindres en ligne Iveco Cursor 8 F2B | Euro 4 et 5 | 7 880 cm3 (7,9 L) | 242 kW (330 ch) à 2 500 tr/min |                      | 90 km/h* 100 km/h* |                       |

* Bridée électroniquement au choix du transporteur.
| Les New Récréo sont équipés d'une boîte de vitesses manuelle ou automatique. - Boîte manuelle : - ZF 6HP-604C à 6 rapports, sur tous les moteurs de la gamme. - ZF 6S-1010 à 6 rapports, sur tous les moteurs de la gamme. - ZF 6S-1600 à 6 rapports, sur tous les moteurs de la gamme. - Boîte automatique : - ZF Ecolife à 4 rapports, sur tous les moteurs de la gamme. - Voith D854.5 à 4 rapports. | Le pont arrière est porteur (maintient tout l'arrière du véhicule à la route) avec engrenage réducteur simple. |

### Châssis et carrosserie
Le Récréo est disponible en une ou deux portes battantes à l'avant et disponible avec un emplacement PMR.